# Most kolejowy w Nietkowicach
Most kolejowy w Nietkowicach – most kolejowy nad rzeką Odrą we wsi Nietkowice w gminie Czerwieńsk, w powiecie zielonogórskim, w województwie lubuskim na linii kolejowej nr 273 Wrocław Główny – Szczecin Główny. Most położony jest pomiędzy przystankami kolejowymi: Nietkowice i Czerwieńsk Towarowy.
Most wybudowany został prawdopodobnie ok. roku 1871 wraz z zakończeniem budowy odcinka linii kolejowej z Rudnej Gwizdanów do Czerwieńska.
Most składał się z dwóch równoległych części: wschodniej i zachodniej o odrębnej architekturze, zbudowanych w różnym czasie. Ma 10 przęseł, a jego długość to 420 m. W 2021 rozebrano pierwotny most w tym miejscu i rozpoczęto wznoszenie nowego.